# 6169 Sashakrot
6169 Sashakrot este un asteroid din centura principală de asteroizi.

## Descriere
6169 Sashakrot este un asteroid din centura principală de asteroizi. A fost descoperit pe 2 martie 1981 la Siding Spring de Schelte J. Bus. Asteroidul prezintă o orbită caracterizată de o semiaxă mare de 3,10 ua, o excentricitate de 0,14 și o înclinație de 20,0° în raport cu ecliptica.